# Hollow Knight: Silksong
Hollow Knight: Silksong est un jeu vidéo indépendant de type metroidvania développé et édité par Team Cherry, un petit studio australien. Sa sortie est prévue pour 2025.
Il s'agit de la suite du jeu Hollow Knight, sorti en 2017, qui se concentre sur un personnage secondaire présenté dans ce premier opus, Hornet. Son développement a été rendu possible par le grand succès critique et commercial de Hollow Knight.

## Synopsis
Hornet, considérée comme la princesse d'Hallownest et dernière héritière vivante du Roi Pâle, est kidnappée et emmenée contre son gré dans un lointain royaume connu sous le nom de Pharloom, « hanté par la soie et les sons » d'après les développeurs du jeu. Afin de comprendre la raison de son enlèvement et de sa venue à Pharloom, elle devra affronter de nouveaux ennemis, rencontrer de nouveaux alliés, et se rendre tout au sommet du royaume pour enfin apprendre la vérité.

## Développement
En février 2019, Team Cherry dévoile travailler sur une suite à Hollow Knight intitulée Hollow Knight: Silksong pour les plateformes Nintendo Switch, Windows, Mac et Linux. Cette suite est développée sur les prémisses d'un contenu téléchargeable pour ce dernier, d'après une promesse de leur campagne Kickstarter : incarner non plus le personnage du Knight, mais celui de Hornet, un personnage secondaire mystérieux qui veille à la sauvegarde d'Hallownest, quitte parfois à s'opposer au Chevalier et à le combattre pour préserver l'équilibre du monde.
En juin 2022, une nouvelle bande-annonce est dévoilée lors d'une conférence Xbox et Bethesda, confirmant l'arrivée du jeu sur Xbox Series et le Xbox Game Pass. Selon Microsoft, le jeu devait sortir dans moins d'un an après cette annonce, soit avant le 12 juin 2023. En septembre 2022, le jeu est confirmé sur PlayStation 4 et PlayStation 5.
En mai 2023, les développeurs annoncent que, étant donné que « le jeu est encore en développement », ce dernier ne paraîtra finalement pas au premier semestre de l'année 2023, repoussant sa sortie à une date indéterminée.
En avril 2024, le jeu est classifié +12 en Corée.
Silksong est annoncé pour 2025 lors du Nintendo Direct du 2 avril présentant la Nintendo Switch 2.
Le 8 juin 2025, lors du Xbox Games Showcase 2025, Silksong est montré lors de la présentation des Xbox Ally et Xbox Ally X, en disant que le jeu sera disponible à son lancement plus tard dans l'année. Peu de temps après, Matthew Griffin, le responsable marketing de Team Cherry, a confirmé que le jeu sera disponible "avant les fêtes de fin d'année" et que sa sortie ne sera pas liée à celle d'une console.
Une démo du jeu est jouable lors de la gamescom se tenant du 20 au 24 août 2025.
Le 19 août 2025, Team Cherry dévoile la tenue d'une « annonce spéciale » le 21 août 2025 à 16h30.

## Accueil
Silksong fait partie des jeux les plus attendus de 2023 selon SensCritique.